# Plusaetis sibynus
Plusaetis sibynus är en loppart som först beskrevs av Jordan 1925.  Plusaetis sibynus ingår i släktet Plusaetis och familjen fågelloppor.

## Underarter
Arten delas in i följande underarter:
- P. s. sibynus
- P. s. jordani